# Jílino (Vorónej)
|  | Per a altres significats, vegeu «Jílino». |

Jílino (en rus: Жилино) és un poble de l'óblast de Vorónej, a Rússia, segons el cens del 2010 tenia 868 habitants.